# Josef Klieber

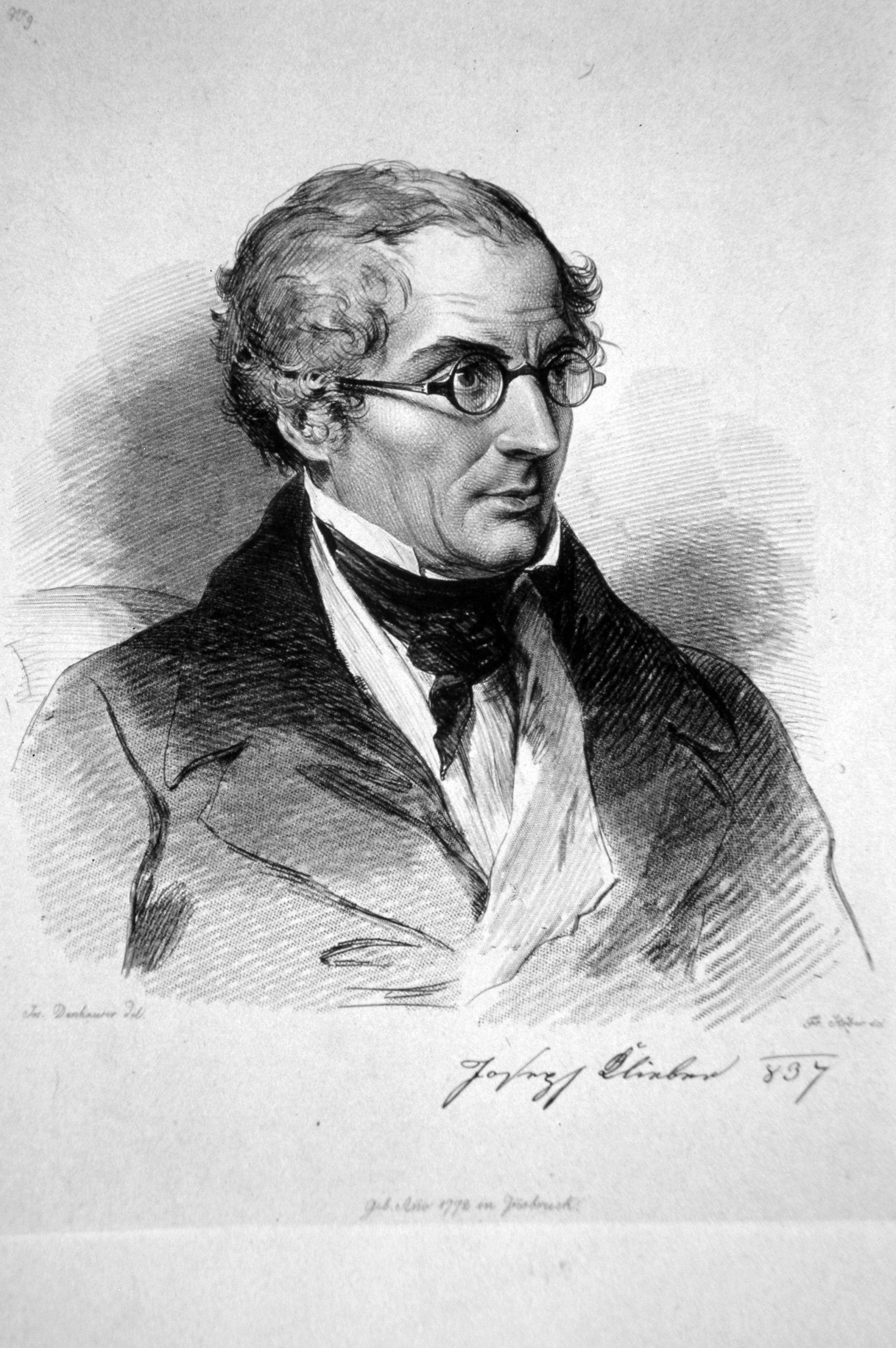
Joseph Klieber, Radierung von Franz Xaver Stöber nach Josef Danhauser, 1837

Joseph Klieber (* 1. November 1773 auf Schloss Ambras, Tirol; † 11. Jänner 1850 in Wien) war ein österreichischer Bildhauer und Maler.

## Leben
Josef Klieber war der Sohn des Bildhauers Urban Klieber. 1785 besuchte er die Zeichnungsschule in Innsbruck, ehe er 1792 nach Wien ging. Nach anfänglichen Schwierigkeiten konnte er beim Bildhauer Jacob Schroth eine Lehre beginnen. Bei Johann Martin Fischer erlernte er außerdem die Gusstechnik. Schon vor 1810 war Klieber für den Fürsten Johannes Liechtenstein tätig, für den er eine große Zahl von diversen Bauplastiken für dessen Besitzungen in Wien und Umgebung herstellte. Dadurch bekannt geworden, wurde Klieber 1814 zum Geheimen Rat und zum provisorischen Direktor der Graveur- und Erzverschneiderschule der Akademie der bildenden Künste in Wien ernannt, ein Jahr darauf zum definitiven Direktor, der er bis 1845 blieb. Klieber erhielt die Große goldene Zivilmedaille und andere Auszeichnungen. Er starb 1850 in der Wiener Vorstadt Wieden Nr. 923 (heute Kettenbrückengasse 3) und erhielt später am Wiener Zentralfriedhof (Gruppe 0, Reihe 1, Nummer 53) ein Ehrengrab. 1879 wurde die Kliebergasse nach ihm benannt, ebenso der Klieberpark oder die Kliebergasse in Perchtoldsdorf.
Sein Sohn Eduard Klieber (1803–1879) war Wiener Maler und Lithograph, der Enkel der bekannte Wiener Maler Carl Goebel (1824–1899).

## Leistung
Josef Klieber war einer der bedeutendsten Bildhauer der ersten Hälfte des 19. Jahrhunderts in Wien. Durch seine zahlreichen Arbeiten an Gebäuden, für die er gerne herangezogen wurde, prägte er das Bild des vormärzlichen Wien. Er verwendete als Material bevorzugt Sandstein. Im Gegensatz zu seinem Landsmann Franz Anton Zauner waren Kliebers Arbeiten durch größeren Realismus geprägt.

## Werke

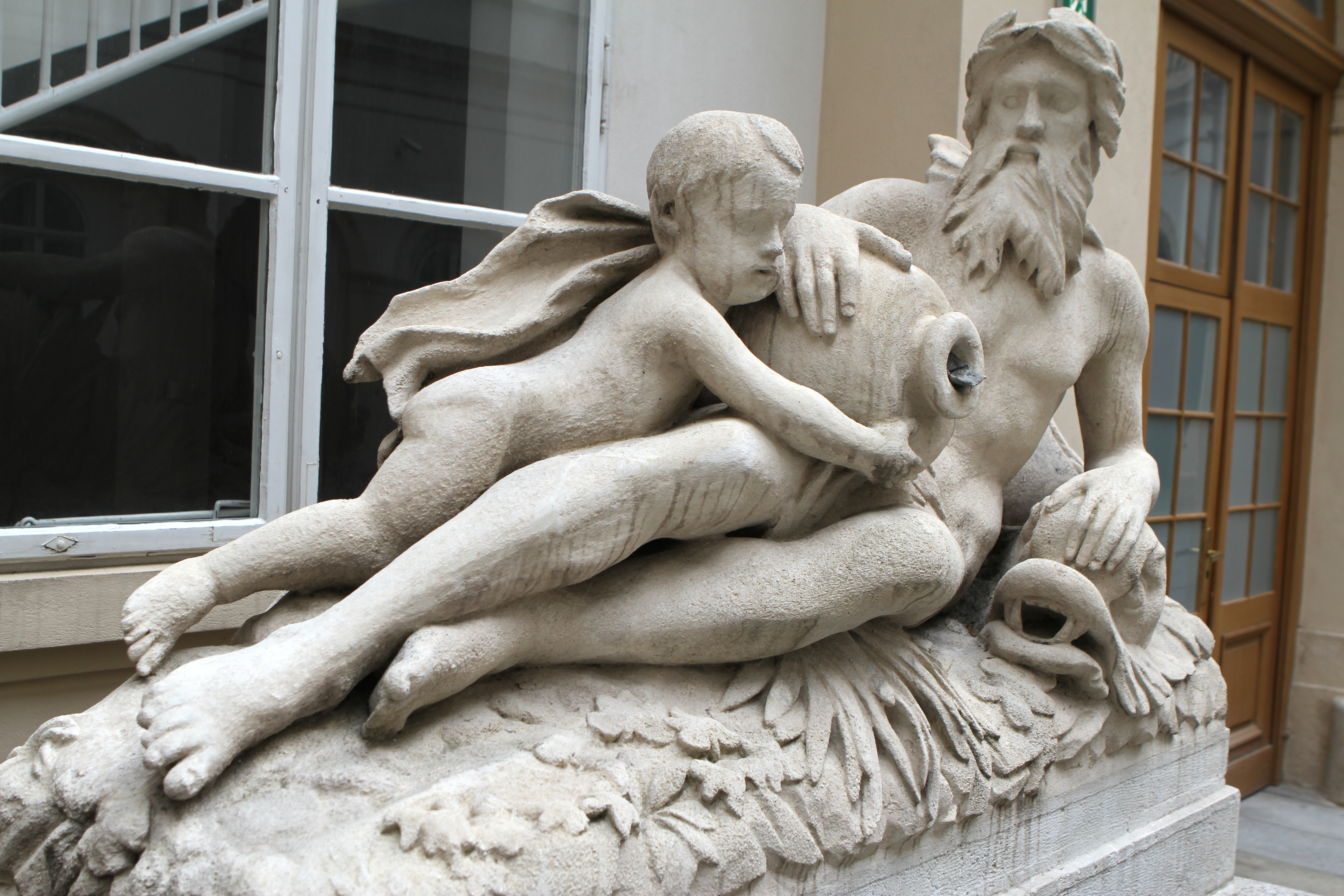
Detail des Isterbrunnens (1844)

- 8 Büsten österreichischer Feldherren (Ehrensaal des Militärinvalidenhauses), 1814
- Skulpturengruppe (Mittelrisalit und Reliefs am ehemaligen k.k. Polytechnischen Institut), 1816–18
- Skulpturen (Palais Sternberg), 1822
- Apollo und die 9 Musen im Hauptsaal und Pallas Athene in der Minervahalle (Albertina), 1823–24
- Dreifaltigkeit, Petrus, Paulus und 2 Engel am Hochaltar (Gumpendorfer Pfarrkirche), 1826
- Kruzifix (Lichtentaler Pfarrkirche), 1827
- Reliefs mit allegorischen Darstellungen der Wissenschaften und Künste (Schottenstift, Bibliothekssaal), 1830–31
- Attika-Skulpturen (Hauptmünzamt), 1836–37
- Büste Franz I. (Technische Hochschule, Festsaal), 1837
- Figurale Grisaillenmalerei (Technische Hochschule, Festsaal), 1838–40
- Erzherzog Carl (Wien, Österreichische Galerie Belvedere), 1842, Marmor
- Hl. Anna (Johann-Nepomuk-Kirche), 1844
- Brunnengruppe Ister (Niederösterreichisches Landhaus, Hof), 1844
- Brunnenfigur Wasser-Resi (Wien, Westbahnstraße 8, Hof), um 1820